# سايبر بونكر

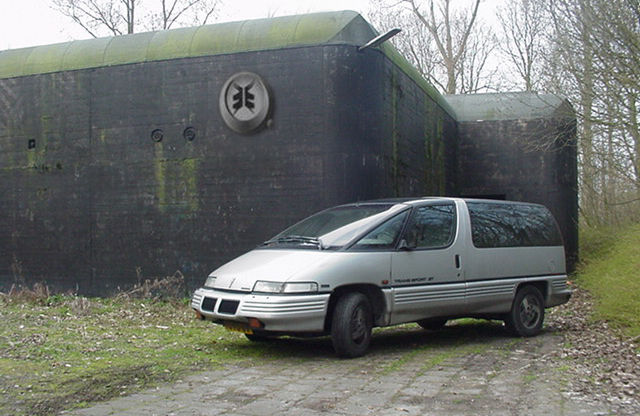

سايبر بونكر (بالإنجليزية: CyberBunker)‏ هي شركة انترنت واستضافة هولندية تتخذ من مبنى كان مقر للقيادة العسكرية الإقليمية للجيش الهولندي وحلف شمال الأطلسي مقرا لها، وهو عبارة عن مبنى محصن ضد الهجمات النووية ومكون من ثلاثة أدوار، كانت تستعملة قيادة الجيش الهولندي وحلف الناتو أيام الحرب الباردة منذ عام 1955 ، وقد إشترته الشركة سنة 2006م وجعلت منه مقر لتأجير السيرفرات والاستضافة حول العالم 
الشركة تستضيف خدمات أي موقع ويب باستثناء المواد الإباحية وكل ما له علاقة بالإرهاب ، وفي مارس 2013 وجهت إليها اتهمات بوقوفها خلف أكبر هجوم ضد شركة سبام هاوس والذي أحدث بطئ الإنترنت في عدد من دول العالم 